# Milo Rambaldi
Milo Giacomo Rambaldi (född i Parma 1444, död 1496) är en fiktiv karaktär i tv-serien Alias, där han hela tiden utgör en viktig del av seriens bihistoria. I serien sägs Rambaldi vara en slags profet, vetenskapsman, konstnär, filosof, matematiker och mystiker som spådde framtiden, uppfann det binära talsystemet cirka 500 år före sin tid, gjorde bland annat ritningar av transistorapparater och komplicerade urverk, och han lär dessutom ha upptäckt källan till evigt liv. 
Han levde under senare delen av 1400-talet i Italien där han började som urmakare och sedan blev chefsarkitekt i Vatikanen åt påven Alexander VI. Flera dokument och upptäckter efter Rambaldi samlas och påträffas under seriens gång av CIA, KGB, SD-6 (Arvin Sloane) och Brödraskapet (The Covenant), samt ryska maffian (Irina Derevko).
Tecknet som kännetecknar verk av Rambaldi är <o>.
Karaktären Rambaldi sägs av seriens skapare J.J. Abrams vara inspirerad av Leonardo da Vinci och Nostradamus.